# Monclova
26°54′58.514″N 101°25′32.812″V / 26.91625389°N 101.42578111°V
Monclova er en by og kommune i den mexicanske delstat Coahuila. i dette storbyområde (Zona Metropolitana de Monclova-Frontera) medregnet Castaños og kommunen Frontera, bor der omtrent 300 000 mennesker. Folketællinger fra 2005 viser at Monclova havde et indbyggertal på 198 819.
Byen blev grundlagt i 1577 som «Minas de la Trinidad», mens daværende byområde blev grundlagt den 12. august 1689 under navnet «Santiago de Monclova», som fungerte som hovedstad for provinsen Nueva Extæemadura frem til 1824 og delvis for Coahuila y Tejas frem til 1836, da Texas blev en selvstændig republik.